# Liliane Pierre-Paul
Liliane Pierre-Paul est une journaliste haïtienne née dans la commune de Petit-Goâve le 16 juin 1953 et morte le 31 juillet 2023 à Port-au-Prince,.
C'est une militante pour la liberté d'expression en Haïti pendant plus de 35 ans. Elle a été présidente de l'Association Nationale des Médias Haïtiens.

## Biographie
Originaire de la région des Palmes, toute sa vie, Liliane Pierre-Paul a lutté pour la construction d'une société libre, égalitaire et juste. Dans les années 1980, journaliste de la Radio Haïti Inter, elle s'est fait une réputation comme l'une des femmes critiques les plus redoutables face au régime des Duvalier.
Dès son jeune âge, Liliane Pierre-Paul, a connu des moments de douleur. Torturée, violée, battue, emprisonnée et exilée, elle est devenue un nom qui sonne fort dans la société haïtienne.
Le 7 mai 1994, elle a participé à la fondation de la radio Kiskeya avec son ami Marvel Dandin et Sony Bastien. Ensuite, elle s'est impliquée comme directrice de programmation et secrétaire du conseil d'administration. Elle a aussi participé à la fondation de l'Association Nationale des Médias Haïtiens (ANMH) en 2001, qui dit-elle, « favorise le pluralisme, la démocratie et la liberté de la presse, et dont l'objectif est d'essayer de protéger les médias indépendants ».

## Prix
- En 1990 : Prix courage en Journalisme de la Fondation Internationale des Médias Féminin[7]
- En 2014, lauréate du Prix Roc Cadet de SOS Liberté[8]
- En mai 2020, un hommage a été rendu à Liliane Pierre-Paul par le journaliste Valéry Numa[9]